# Капачо Скало (Салерно)
Капачо Скало (итал. Capaccio Scalo) је насеље у Италији у округу Салерно, региону Кампанија.
Према процени из 2011. у насељу је живело 4243 становника. Насеље се налази на надморској висини од 21 м.